# 28 décembre 1988

## Naissances
- Elfyn Evans, pilote de rallye gallois
- Abdou Razack Traoré, footballeur burkinabé
- Inès Boubakri, escrimeuse tunisienne
- Perri Pierre, acteur et producteur américain
- Ched Evans, footballeur gallois
- Islam-Beka Albiyev, lutteur russe
- Adam Sarota, footballeur australien
- Youssef Oggadi, footballeur marocain
- Enrica Merlo, joueuse de volleyball italienne
- Jordy Buijs, footballeur néerlandais
- Balal Arezou, footballeur afghan
- Florrie, chanteuse britannique
- Agiimaa, chanteuse mongole
- Kōhei Kameyama, gymnaste japonais

## Décès
- Björn Kurtén (né le 19 novembre 1924), paléontologue et romancier finlandais
- Karlfried Graf Dürckheim (né le 24 octobre 1896), diplomate et philosophe allemand
- Wilhelm Loos (né le 27 décembre 1911), militaire allemand
- John D. Eshelby (né le 21 décembre 1916), scientifique anglais

## Autres événements
- En URSS, l'Ordre du Courage personnel remplace l'Ordre de l'Insigne d'honneur
- À Cuba, inauguration du mausolée de Che Guevara
- Début de la diffusion française de la série Le Mystère du cadran lunaire
- Sortie française du film Histoire de fantômes chinois
- Sortie française du film L'Arme absolue
- Premier vol de l'avion Let L-610